# 东成镇 (恩平市)
东成镇，是中华人民共和国广东省江门市恩平市下辖的一个乡镇级行政单位。

## 行政区划
东成镇下辖以下地区：
东成墟镇社区、上绵湖村、下绵湖村、石岗村、鹿颈村、石桥头村、牛皮塘村、横岗头村、石路村、四联村、东新村、金坑村、祝荷村、顺槎村、横槎村和塘洲村。